# Akácius z Meliténé
Svatý Akácius byl biskupem v Meliténé. Byl zatčen císařem Deciem za pronásledování křesťanů a byl předveden před císařský tribunál za křesťanskou víru a odmítání obětovat modlám. Vzhledem k jeho zatčení a jeho ochotě zemřít za víru, je často uveden jako mučedník, který ale zřejmě přežil pronásledování.
Zemřel asi roku 251.
Jeho svátek se slaví 31. března.